# イスタンブル・フットゥボル・リギ
イスタンブル・フットゥボル・リギ (İstanbul Futbol Ligi)は、オスマン帝国のイスタンブルで1904年に開始された同国最古のサッカーリーグである。創設当時の名称は「コンスタンティノープル・フットボール・アソシエーション・リーグ」(Constantinople Football Association League)であった。

## 概要
カドゥキョイのクラブチーム、ジャディ・キュイFC (Cadi-Keuy FC)の創設者のひとりであったイギリス人ジェームズ・ラフォンテーヌ (James LaFontaine)が、ヘンリー・ピアース、ホーレス・アーミテージらの助力を得て1904年にコンスタンティノープルFAとリーグを創設した。イングランドからコクタン材質の板に10枚の銀製コインを張ったプレートと優勝盾が送られ、プレートには毎シーズンのリーグチャンピオンの名前を刻むスペースがあった。優勝クラブはこれを次のシーズンの最後まで保持することが可能で、初年度から10シーズン後に最も多く優勝したクラブが永久保持を認められることになった。

だが、オリジナルのイスタンブル・フトゥボル・リギは9シーズンしか続かなかった。最後の1914-1915シーズンに起こった論争によって、2つの分裂したイスタンブールリーグが生まれてしまったからである。オリジナルのリーグを継承した「イスタンブル・フットゥボル・ビルリイ・リギ (İstanbul Futbol Birliği Ligi / イスタンブール・フットボール・ユニオン・リーグ)」ではガラタサライが優勝し、分派に当たる「イスタンブル・フットゥボル・シャンピオンルウ・リギ」 (İstanbul Futbol Şampiyonluğu Ligi / イスタンブール・フットボール・チャンピオンシップ・リーグ)ではフェネルバフチェSKが優勝した。1912-1913シーズンは第一次バルカン戦争の影響で中止されている。

## 歴史

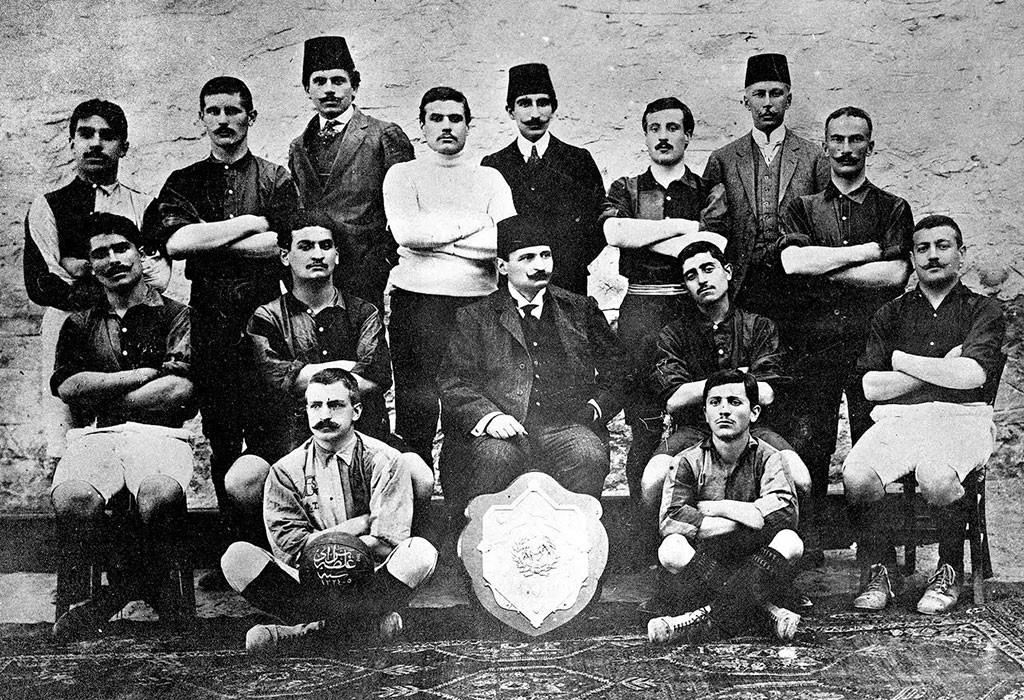
1908-1909シーズンに初優勝したガラタサライSKと優勝盾。スタッフはフェズをかぶり、サッカーボールにはトゥグラが刻まれている

前述のとおり、イスタンブル・フットゥボル・リギ、正式名称コンスタンティノープルFAリーグは3人の外国人の手によって創設された。ラフォンテーヌはイングランドに優勝盾をオーダーした人物でもある。初年度シーズンはイギリス人のクラブであるジャディ・キュイFC、イモゲネFC、モダFCの3クラブ、そしてギリシャ人系クラブであるエルピスFCが参加した。残念ながら優勝盾の到着が遅れたために、このオスマン帝国最古のリーグの初年度王者となったイモゲネFCは盾に自分たちの名前を刻めなかった。この初年度シーズンは試験的なものだったとも考えられている。

ジャディ・キュイFCは続く1905-1906シーズンに優勝し、優勝盾のプレートに名前を刻むことができた最初の王者となる。このシーズンは今日シュクリュ・サラジオウル・スタジアムが建っている場所にある、カドゥキョイの「パパズン・チャユル」という場所で試合が行われた。翌シーズン、5つ目のクラブとして、またトルコ人系初のクラブとしてガラタサライが参入してきた。1回戦総当たりで行われ、ジャディ・キュイFCが連覇した。1907-1908シーズンにモダFCが史上唯一の優勝を飾るが、ルールを伝えられていなかったのか、ジャディ・キュイFCは自分たちの保持する優勝盾をモダFCに譲渡するのを拒んだ。そのため、今でも優勝盾のあるべきプレートにはモダFCの名前が刻まれていない。

1908-1909シーズンは、青年トルコ人革命によるオスマン帝国第2次立憲君主制の樹立から4か月後に開幕。ガラタサライが全勝でトルコ人系クラブとして初の王者に輝いた。今回はジャディ・キュイFCが優勝盾を譲渡したため、ガラタサライは自分たちの名前をプレートに刻んだが、その「1908-1909」の部分に自分たちと並んでモダFCの名前も刻んだ。このシーズン中にはユニオン・クラブ・カップというタイトルマッチも行われ、ガラタサライがジャディ・キュイFCを4-0で破った。この試合はリーグ戦が終わる前の1909年1月31日に行われたため、ガラタサライの全スポーツ部門を通して最初の獲得トロフィーとなっている。

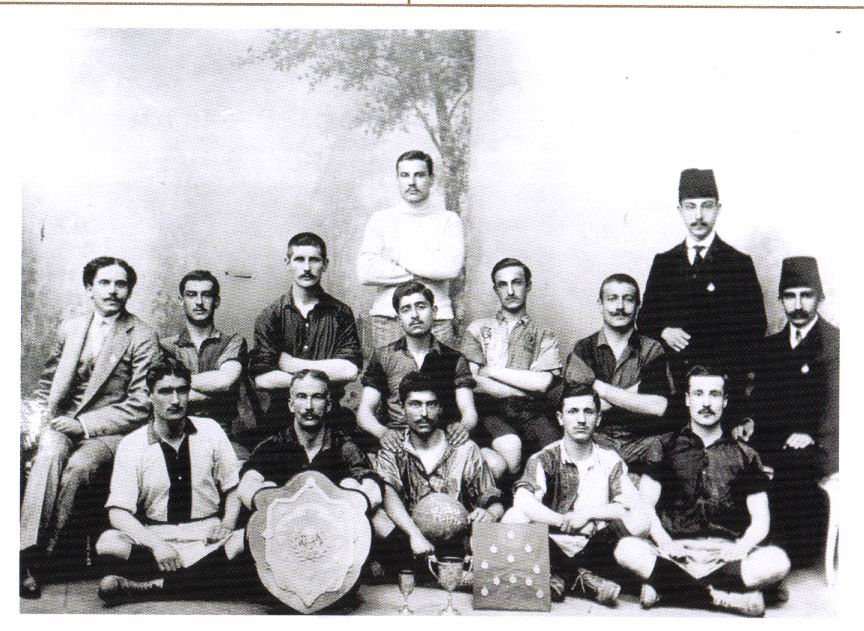
1909-10シーズン優勝時のガラタサライ

1909-1910シーズンはフェネルバフチェがトルコ人系第2のクラブとしてリーグに参入した。エルピスFCは脱退し、入れ替わりに同じギリシャ人系のクラブ・ストラッグラーズFCが参加権を継承した。また、初代王者イモゲネFCも解散した。1910年1月9日に初めてガラタサライとフェネルバフチェが公式戦で対戦し、リーグはガラタサライが連覇した。

この1909-1910シーズンの優勝盾はガラタサライのRaşit Beyという選手が紛失してしまった。そして、エルピスとイモゲネはリーグから姿を消した。アルトゥノルドゥ・イドマン・ユルドゥ、当時「プログレス」と名乗ったクラブが1910-1911シーズンから参戦し、かなりの健闘を見せて2位となった。ガラタサライを退団した選手たちによって結成されたため、その2軍チームだったという情報もある。そのプログレスをおさえてガラタサライが3連覇を決めた。

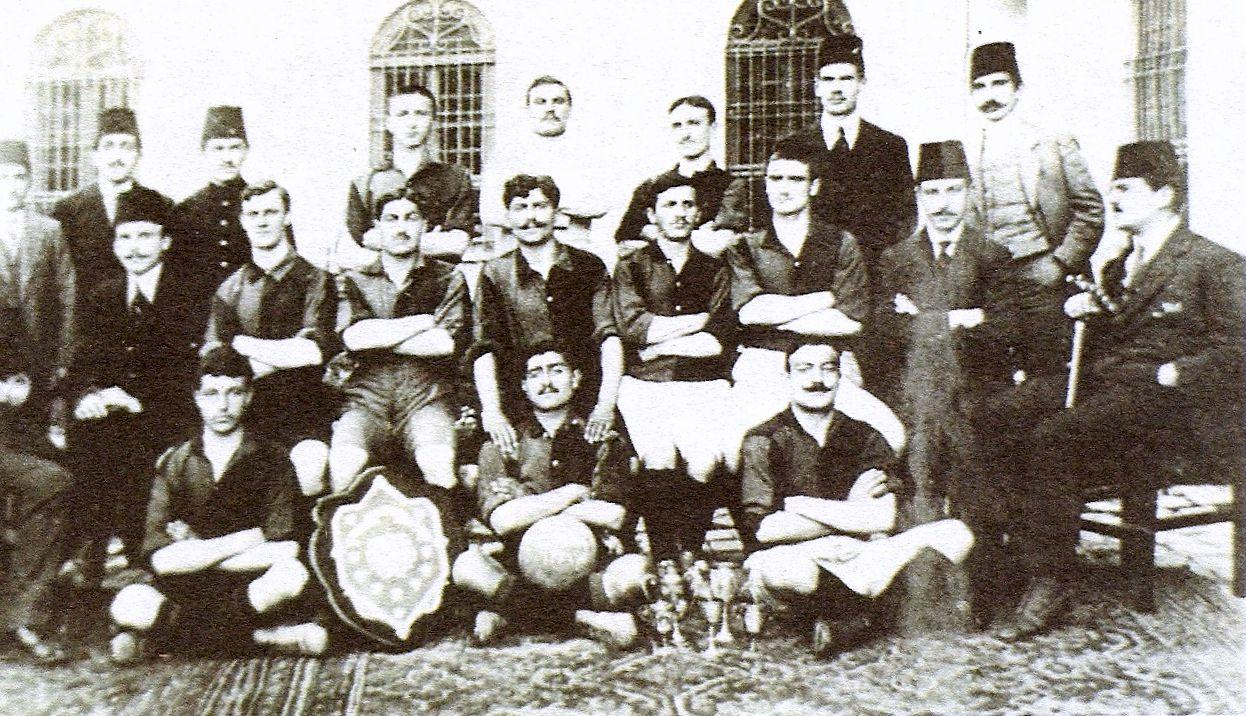
1910-11シーズン優勝時のガラタサライ

1911-1912シーズンには、解散したエルピスとモダの選手によって新たに結成されたランブラーズFCが新規参入した。ランブラーズの助力を得て、フェネルバフチェは「一つのクラブが複数のチームを運営してはならない」という声明を出し、ガラタサライのアドナン・イブラヒム・ピロウルという選手が出場停止処分を受けた。彼に対する処分を不服としたガラタサライはシーズンを棄権し、フェネルバフチェが初優勝した。そして、ガラタサライが保持したままとなっている優勝盾に自分たちの名前を彫らせるよう求めた。しかしガラタサライの役員は自分たちのリーグタイトルが卑怯な手段で奪われ、フェネルバフチェは王者に値しないと反発した。しかし結局優勝盾はフェネルバフチェの元に渡り、彼らはプレートに初めて自分たちの名を刻んだ。

1912-1913シーズン開幕直後、第一次バルカン戦争によってリーグは中止に追い込まれる。そんな状況下にも拘わらず、なぜかタイトルホルダーのフェネルバフチェは優勝盾にもうひとつ自分たちの名を刻んだ。

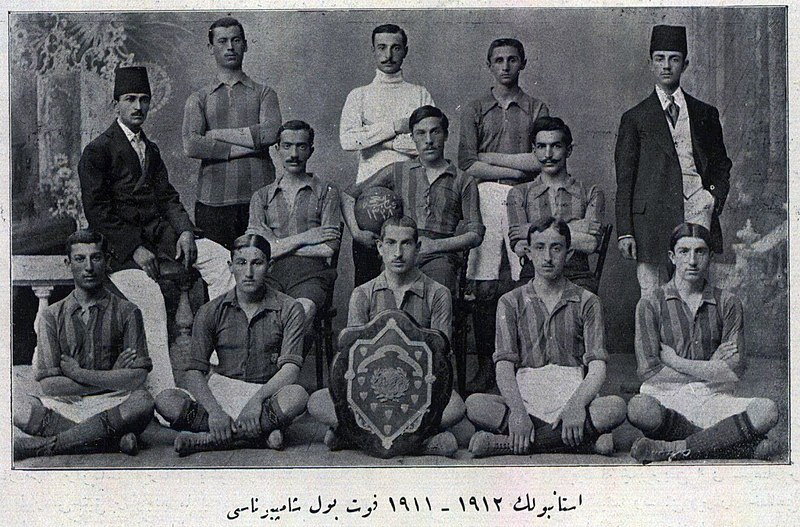
1911-12シーズン優勝時のフェネルバフチェ

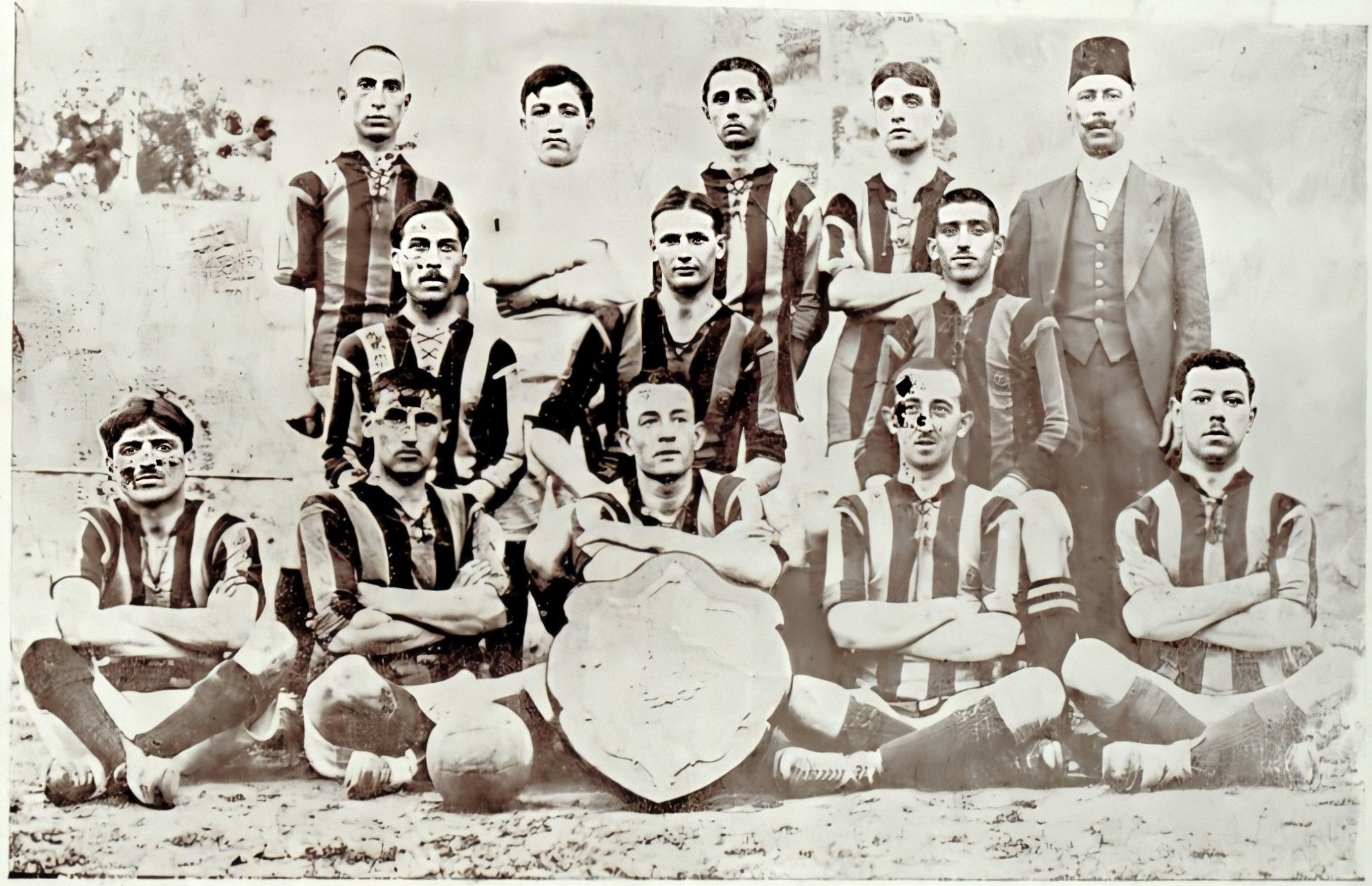
1913-14シーズン優勝時のフェネルバフチェ

戦後最初の1913-1914シーズン、ジャディ・キュイFCが脱退し、代わりにイスタンブール電信会社に勤務するイギリス人たちのクラブ「テレフォンジュラルFC」がリーグに加盟した。しかしこのクラブはシーズンの前半戦しか戦わなかった。フェネルバフチェは、今度はガラタサライが戻ってきたシーズンに優勝し、盾のプレートに3つ目の名前を刻んだ。シーズン途中からプログレスは「アルトゥノルドゥ・イドマン・ユルドゥ」に改名した。

1914-1915シーズンに外国人系クラブは一斉に活動停止するが、トルコ人系クラブはみな健在だったので、彼らは自分たちが戦い続けるための新たなリーグを欲する。特に有力だったガラタサライ、フェネルバフチェ、アルトゥノルドゥ、ユシュキュダル・アナドルSK、アナドル・ヒサル・イドマン・ユルドゥによって後継リーグ「イスタンブル・フットゥボル・ビルリイ・リギ」が結成された。当初フェネルバフチェはチームの弱体ゆえに参加を辞退し、代わりにスレイマニエが参加した。だがスレイマニエはシーズン前半戦でやめたいと申し出たので、他のクラブは反発した。テュルク・イドマン・オジャウ、ダリュッシャファカSK、ギョズテペ・ヒラルSK、ダリュルムアリミン、そしてフェネルバフチェが分裂リーグ「イスタンブル・フトゥボル・シャンピオンルウ・リギ」を立ち上げ、こちらのリーグではフェネルバフチェが優勝した。ビルリイ・リギはガラタサライが優勝し、こうして1914-1915シーズンのイスタンブルリーグには2つの王者が併存した。

ガラタサライは、自分の制した側のリーグが旧リーグの正統継承者だと主張して、フェネルバフチェが保有する優勝盾の譲渡を要求し、金を出して買い取りたいとまで申し出た。フェネルバフチェが拒否すると、ガラタサライの会長アリ・サミ・イェンは反フェネルバフチェ陣営のクラブを糾合し、両チームが試合をして勝ったほうが盾を手に入れたらどうかと提案した。これに勝ったほうが今シーズンの真のチャンピオンではないか、というのである。だがフェネルバフチェはこれも拒否し、手元にある優勝盾のプレートに4つ目の自分たちの名前を刻んだ。

プレートに名前を刻んだ回数は、ガラタサライ4回、フェネルバフチェ4回、ジャディ・キュイ2回、モダ1回となり、そしてフェネルバフチェが優勝盾をクラブミュージアムに永久保持することになった。

### その後の顛末
1922年5月8日、フェネルバフチェはガラタサライに手紙を送り、「特別試合」を申し入れた。2日後にガラタサライはこれを受けて立ったのだが、ここには「優勝盾はガラタサライに譲渡されるべき」とも書かれていた。さらにその2日後にフェネルバフチェから返ってきた手紙には「我々の持つ優勝盾は他の何人も所有権を主張できない」と書かれていて、結局は平行線のまま終わった。フェネルバフチェのクラブミュージアムに飾られていた優勝盾は1932年の火事で焼失したが、その後すぐに複製が作られ、現在も展示されている。

## 歴代シーズン結果

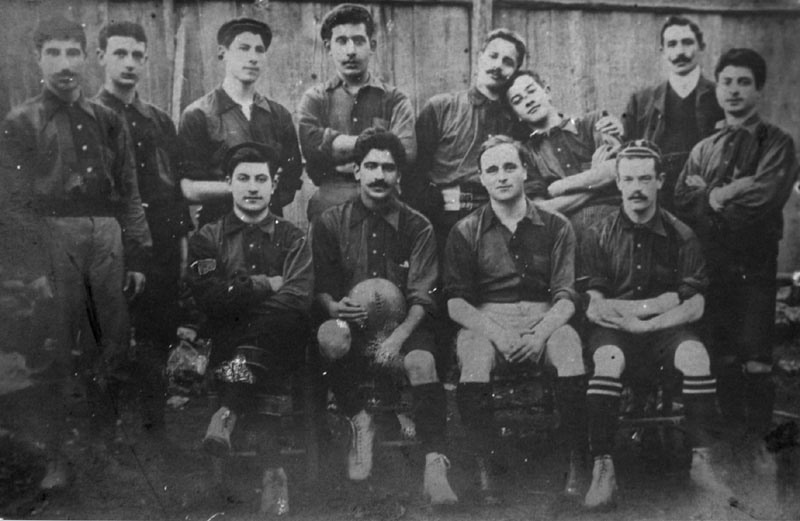
1907-08シーズンに優勝したモダFC

## 歴代シーズン結果[1][16][17]
| シーズン | 優勝 |
| -------- | --- |
| 1904-05  | イモゲネFC |
| 1905-06  | ジャディ・キュイFC |
| 1906-07  | ジャディ・キュイFC |
| 1907-08  | モダFC |
| 1908-09  | ガラタサライ |
| 1909-10  | ガラタサライ |
| 1910-11  | ガラタサライ |
| 1911-12  | フェネルバフチェSK |
| 1912-13  | 第一次バルカン戦争のため中止 |
| 1913-14  | フェネルバフチェSK |
| 1914-15  | ガラタサライ (イスタンブル・フットゥボル・ビルリイ・リギ) フェネルバフチェSK (イスタンブル・フットゥボル・シャンピオンルウ・リギ) |

### クラブごとの優勝回数
| クラブ             | 優勝回数 |
| ------------------ | -------- |
| ガラタサライSK     | 4        |
| フェネルバフチェSK | 3        |
| ジャディ・キュイFC | 2        |
| イモゲネFC         | 1        |
| モダFC             | 1        |